# Tonkeanmakaak
De tonkeanmakaak (Macaca tonkeana)  is een zoogdier uit de familie van de apen van de Oude Wereld (Cercopithecidae). De wetenschappelijke naam van de soort werd voor het eerst geldig gepubliceerd door Adolf Bernhard Meyer in 1899.

## Voorkomen
De soort komt voor in Indonesië, op het eiland Sulawesi.

## Sociaal gedrag
Tonkeanmakaken vertonen troostend gedrag tegenover elkaar, wat wijst op empathisch vermogen. Ze worden als de verdraagzaamste en vreedzaamste apensoort beschouwd.